# Drill Dozer
Drill Dozer, connu sous le nom de Screw Breaker Gōshin Drillero (スクリューブレイカー 轟振どりるれろ, Sukuryū Bureikā Gōshin Dorirurero) au Japon, est un jeu vidéo d'action développé par Game Freak et édité par Nintendo, sorti en 2005 au Japon et en 2006 en Amérique du Nord sur Game Boy Advance.
Il est l'un des deux jeux à utiliser une cartouche dotée d'une technologie vibrante avec WarioWare: Twisted!.

## Accueil
Drill Dozer reçoit un accueil positif, obtenant un score de 81 % sur Metacritic sur la base de 34 critiques. Il est cité dans Les 1001 jeux vidéo auxquels il faut avoir joué dans sa vie.